# Elli Kafka

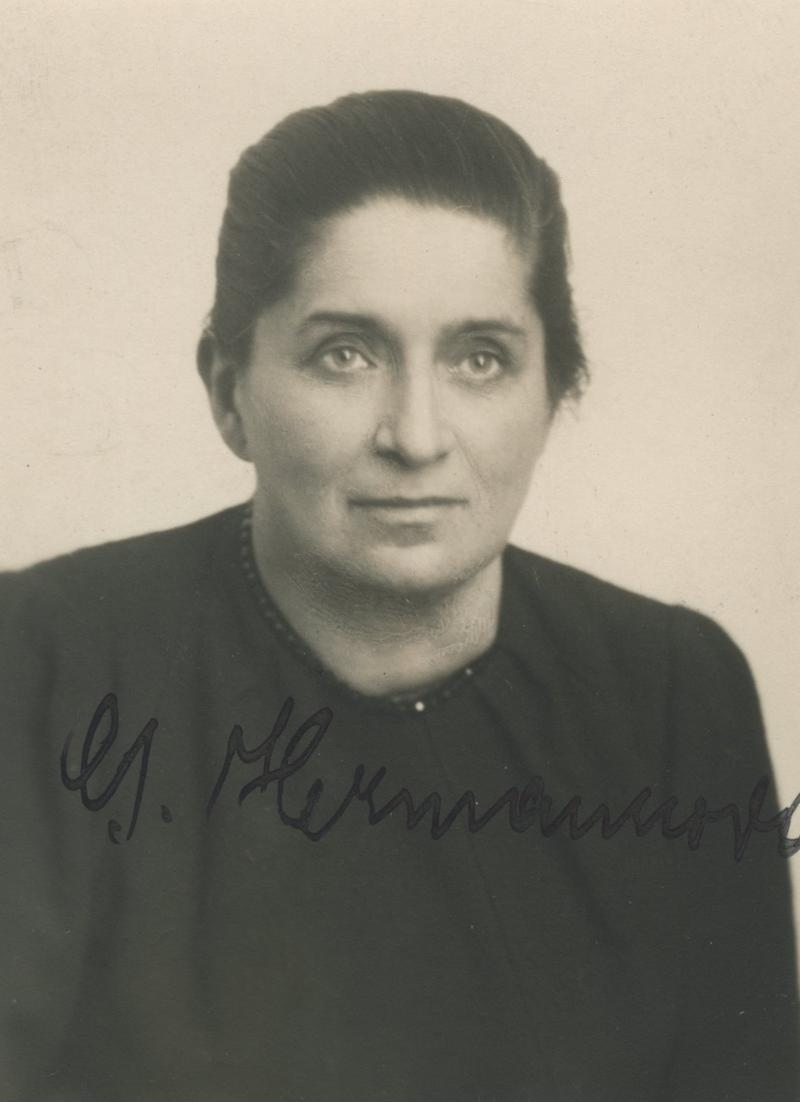
Gabriele „Elli“ Hermannová, 1939

Gabriele „Elli“ Kafka, verheiratet Gabriele Hermannová (geboren 22. September 1889 in Prag; ermordet im Herbst 1942 im Vernichtungslager Kulmhof) war die älteste Schwester des Schriftstellers Franz Kafka.

## Leben
Gabriele wurde am 22. September 1889 in Prag in der Familie des Kurzwarengroßhändlers Hermann Chaim Kafka Henoch (1852–1931) und Julie, geborene Löwy (1855–1934), geboren. Sie hatte drei Geschwister: Franz, Valli und Ottla. Sie besuchte eine deutsche Mädchenschule in der Prager Řeznická-Straße und später eine private höhere Mädchenschule (ein privates Bildungsinstitut für Mädchen).
Am 27. November 1910 heiratete sie den Handelsvertreter Karl Hermann (1883–1939), mit dem sie drei Kinder hatte: Felix (1911–1940), Gertrude („Gerti“) Kaufmann (1912–1972) und Hanna Seidner (1920–1941). Die Verlobung hatte im August 1910 stattgefunden.
In einem Brief an Max Brod vom August 1947 berichtet die Tochter Gerti Kaufmann, dass Franz Kafka von seinen Schwestern als eine Art höheres Wesen angesehen wurde. Eine engere Beziehung zu ihrem Bruder Franz scheint Elli erst nach ihrer Heirat mit Karl Hermann entwickelt zu haben. Im Frühjahr 1915 begleitete Kafka sie zu einem Besuch bei ihrem in Ungarn stationierten Mann. Im Jahr 1923 (ein Jahr vor seinem Tod) verbrachte Franz Kafka seine Sommerferien mit Elli und ihren Kindern in Müritz an der Ostsee. Franz Kafka war aktiv an der Erziehung und Entwicklung der Kinder seiner Schwester beteiligt, wie mehrere seiner Briefe belegen. Elli folgte jedoch nicht dem Rat ihres Bruders, ihre Kinder an der reformierten Pädagogischen Schule in Hellerau unterrichten zu lassen.
Mit Ausbruch der Weltwirtschaftskrise 1929 geriet Familie Hermann in finanzielle Schwierigkeiten. Der Bankrott des Familienunternehmens und der Tod ihres Ehemannes am 27. Februar 1939 führten dazu, dass Elli Hermannová weitgehend auf die Unterstützung ihrer Schwestern angewiesen war.
Am 21. Oktober 1941 wurde sie zusammen mit ihrer Tochter Hanna in das Ghetto Litzmannstadt deportiert, wo sie im Frühjahr 1942 zeitweilig mit ihrer Schwester Valli und deren Ehemann lebte. Elli Hermannová wurde vermutlich im Herbst 1942 im Vernichtungslager Kulmhof ermordet. Auch andere Verwandte von ihr, darunter ihre Schwestern Valli und Ottla, wurden Opfer des Holocaust. Von Ellis drei Kindern überlebte nur ihre Tochter Gerti (Gertrude) den Zweiten Weltkrieg. Am Familiengrab auf dem Neuen Jüdischen Friedhof in Prag erinnert eine Gedenktafel an die drei Schwestern.